# El Crucero, Eloxochitlán
El Crucero är en ort i Mexiko.   Den ligger i kommunen Eloxochitlán och delstaten Puebla, i den sydöstra delen av landet, 260 km öster om huvudstaden Mexico City. El Crucero ligger 563 meter över havet och antalet invånare är 356.
Terrängen runt El Crucero är bergig åt nordväst, men åt sydost är den kuperad. Terrängen runt El Crucero sluttar österut. Runt El Crucero är det ganska tätbefolkat, med 100 invånare per kvadratkilometer. Närmaste större samhälle är Huitzmaloc, 6,8 km sydväst om El Crucero. I omgivningarna runt El Crucero växer huvudsakligen savannskog.